# Goodman (Wisconsin)
Goodman es un pueblo ubicado en el condado de Marinette en el estado estadounidense de Wisconsin. En el Censo de 2010 tenía una población de 619 habitantes y una densidad poblacional de 2,22 personas por km².

## Geografía
Goodman se encuentra ubicado en las coordenadas 45°38′11″N 88°19′29″O / 45.63639, -88.32472. Según la Oficina del Censo de los Estados Unidos, Goodman tiene una superficie total de 278.58 km², de la cual 273.78 km² corresponden a tierra firme y (1.72%) 4.8 km² es agua.

## Demografía
Según el censo de 2010, había 619 personas residiendo en Goodman. La densidad de población era de 2,22 hab./km². De los 619 habitantes, Goodman estaba compuesto por el 99.52% blancos, el 0% eran afroamericanos, el 0.16% eran amerindios, el 0% eran asiáticos, el 0% eran isleños del Pacífico, el 0.16% eran de otras razas y el 0.16% pertenecían a dos o más razas. Del total de la población el 1.94% eran hispanos o latinos de cualquier raza.